# Guilleminea illecebrum
Guilleminea illecebrum är en amarantväxtart som beskrevs av Spreng.. Guilleminea illecebrum ingår i släktet Guilleminea och familjen amarantväxter. Inga underarter finns listade i Catalogue of Life.